# Herpestes ochraceus
Herpestes ochraceus (лат.) — вид хищных млекопитающих из семейства мангустовых, обитающий в Африке.
Ареал вида ограничен Африканским Рогом, а именно территорией Сомали, соседними районами Эфиопии и северо-востоком Кении. Обитает в полузасушливых районах примерно на высоте 600 метров над уровнем моря в Эфиопии. 
Внешне похож на стройного мангуста, подвидом которого считался ранее. Длина хвоста у самцов составляет около 25—29 см, составляя 85—90 % длины тела. Окраска очень изменчива, от тёмно-коричневого до светло-серого цвета. В отличие от стройного мангуста кончик хвоста не чёрный. Голова в отличие от стройного мангуста относительно короче и шире.
Вид мало изучен. Возможно образ жизни схож с таковым стройного мангуста. Предполагается, что вид активен в основном днём.